# Sergio Goyri
Sergio Goyri Pérez (ur. 14 listopada 1958 w Puebla) – meksykański aktor telewizyjny i filmowy.

## Wybrana filmografia
- 2003: Córka przeznaczenia jako Víctor Izaguirre
- 2004: Cena marzeń jako Yago Píetrasanta
- 2009: Mój grzech jako  Gabino Roura Beltrán
- 2009: Verano de amor jako Lic. Andres Medrano
- 2010: Kobieta ze stali jako Rosendo Gavilán
- 2011: Podwójne życie Angeliki jako Ricardo Valtierra Correa
- 2013: Dzikie serce jako Álvaro Sifuentes
- 2016: Señora Acero jako Jesús „Chucho” Casares